# Наказной полковник
Наказной полковник — в XVII—XVIII веках лицо, временно выполнявшее функции казачьего полковника, на Гетманщине и на Слобожанщине.
Назначался полковником, или в случае отсутствия полковника, полковой старши́ной из состава той же полковой старшины.
В отличие от казачьего полковника, должность наказного полковника была исключительно военной. Наказной полковник имел право издавать указы за своей подписью — универсалы. Символом власти, как и у полковника, был: шестопёр (пернач, разновидность булавы шестигранной формы), полковая хоругвь, полковничья печать.

## Назначение на должность
Назначали наказного полковник для руководства полком (или выделенной его частью) в походе, когда полковник оставался в полковом городе или по различным другим причинам, когда полковник не мог сделать этого лично (например, длительное его отсутствие в полку, болезнь, смерть).
Назначение наказного полковника оформлялось универсалом полковника или же грамотой за подписью членов полковой старшины и скрепленной полковой печатью.

## Подчинение
Наказной полковник подчинялся, в первую очередь, своему полковнику, при его отсутствии царю (в виде его представителя, к примеру, белгородского воеводы). Во время похода, был в подчинении командира того подразделения куда входил его отряд (полк).

## Семейственность
В современной украинской исторической литературе считается, что слободские казацкие полки были вольными, и полковников избирали свободно. Фактически, это не так. Должность полковника всегда пытались передать по наследству. Для этого зачастую использовалась должность наказного полковника. Родственник действующего полковника получал возможность самостоятельного руководства. Также, это был прекрасный способ передать должность полковника преемнику, в том случае, если полковник решал уйти в отставку.
В слободских казачьих полках наказными полковниками, почти всегда, были дети действующих полковников или же верхушки старшины (обозных, судей, есаулов).

## Используемая литература
- Багалей Д. И. История Слободской Украины. Харьков «Дельта» 1993 г.
- Альбовский Евгений. Харьковские казаки. Вторая половина XVII ст. — История Харьковского полка. — С-Птб., 1914. — Т. 1. (26МБ).
- И. А. Устинов Описательные труды;материалы и источники, касающиеся истории, археологии, этнографии, географии и статистики: слободской украйны, харьковских: наместничества и губернии. (1705—1880 год) Харьковский губернсий статистический комитет 1886 г.
- Щелков К. П. Историческая хронология Харьковской губернии — Х., Университетская типография, 1882.
- «Описание городов и знатных местечек в провинциях Слободской губернии в 1767—1773 годах». Губернская канцелярия, затем архив Харьковского Императорского университета. В: «Харьковский сборник. Литературно-научное приложение к „Харьковскому календарю“ на 1887 г.» Харьков: 1887.